# Frente de Liberación de Quebec
El Frente de Liberación de Quebec (en francés: Front de Libération du Québec) fue una guerrilla separatista que abogaba por la independencia de la región de Quebec. Fundado a principios de la década de los 60 con el objetivo de establecer un Quebec independiente y socialista por medios violentos, el FLQ era considerado un grupo terrorista por el gobierno canadiense. Realizó varios ataques entre 1963 y 1970, que sumaron más de 160 incidentes violentos y mataron a ocho personas e hirieron a muchas más. Estos ataques culminaron con el ataque de la Bolsa de Valores de Montreal en 1969 y la Crisis de octubre en 1970, esta última comenzando con el secuestro del Comisionado de Comercio británico James Cross. En las negociaciones posteriores, el ministro de Trabajo de Quebec Pierre Laporte fue secuestrado y asesinado por una célula del FLQ. La protesta pública y la represión federal terminaron posteriormente con la crisis y dieron como resultado una pérdida drástica de apoyo para el FLQ, con un pequeño número de miembros del FLQ que obtuvieron refugio en Cuba.
Los miembros del FLQ practicaron propaganda del hecho y emitieron declaraciones que llamaban a una insurrección socialista contra los opresores identificados con el imperialismo anglosajón, el derrocamiento del gobierno de Quebec, la independencia de Quebec de Canadá y el establecimiento de una "sociedad de trabajadores" de habla francesa en Quebec. Obtuvo el apoyo de muchos estudiantes, maestros y académicos de izquierda hasta 1970, quienes participaron en huelgas públicas en solidaridad con FLQ durante la Crisis de Octubre. Después del secuestro de Cross, casi 1000 estudiantes de la Universidad de Montreal firmaron una petición de apoyo al manifiesto FLQ. Este apoyo público terminó en gran parte después de que el grupo anunciara que había ejecutado a Laporte, en un comunicado público que terminó con un insulto a la víctima. El KGB, que había establecido contacto con el FLQ antes de 1970, más tarde falsificó documentos para retratarlos como una operación de falsa bandera por parte de la CIA, historia que se supo hasta la desclasificación de archivos soviéticos. A principios de la década de 1980, la mayoría de los miembros de FLQ encarcelados habían sido puestos en libertad condicional o liberados. Varias células surgieron con el tiempo: la Célula Viger fundada por Robert Comeau, profesor de historia en la Universidad de Quebec en Montreal, la célula de Dieppe; la célula de Louis Riel; la célula Nelson; la celda de Saint-Denis; la Célula de Liberación y la Célula Chénier. Las dos últimas de estas células estuvieron involucradas en lo que se conoció como la Crisis de Octubre. De 1963 a 1970, el FLQ cometió más de 160 acciones violentas, incluidos atentados con bombas, atracos a bancos, secuestros, al menos tres asesinatos con bombas y dos asesinatos con armas de fuego.

## Historia
Los miembros y simpatizantes del grupo fueron llamados "Felquistes", una palabra acuñada a partir de la pronunciación francesa de las letras FLQ. Algunos de los miembros fueron organizados y entrenados por Georges Schoeters, un revolucionario de origen belga que emigró siendo niño a Canadá. Normand Roy y Michel Lambert, miembros del FLQ, recibieron entrenamiento guerrillero de la Organización para la Liberación de Palestina en Jordania. El FLQ era una asociación flexible que operaba con células independientes. En 1966, el FLQ publicó el documento titulado "Estrategia revolucionaria y el papel de la vanguardia", delineando su estrategia a largo plazo de sucesivas oleadas de robos, violencia, atentados y secuestros, que culminarían en "la revolución". La historia del FLQ a veces se describe como una serie de "olas". La ideología se basaba en una forma extrema y separatista de nacionalismo quebequense que denunciaba "la explotación y el control anglosajón" de Quebec, combinado con ideas y argumentos marxistas-leninistas.

## Primera ola
La primera formación del FLQ estaba compuesta por miembros del Rassemblement pour l'Indépendance Nationale, algunos de los cuales deseaban una acción más rápida. Este grupo formó la Réseau de Résistance, o Red de Resistencia. Este grupo finalmente se separó, formando el FLQ, el 7 de marzo de 1963. Algunos de sus delitos más notables incluyen el ataque a una vía férrea (en la que el entonces primer ministro de Canadá John Diefenbaker había hecho arreglos para viajar la semana anterior).

### Primer ataque
A las primeras horas del 7 de marzo de 1963 tres cóctel Molotov fueron arrojados a las instalaciones de la armería Victoria de Canadá, el Regimiento Real de Montreal, y en el 4.º Batallón y 22.º Regimiento Real (en Châteauguay).
- Los folletos con los objetivos del FLQ se distribuyeron ampliamente por toda la ciudad de Montreal. En los documentos 9 x 12 pulgadas (22,9 x 30,5 cm) se puede encontrar un dibujo tosco con lápices de colores de la bandera de la resistencia junto con la siguiente inscripción: "Los comandos suicidas del Frente de Liberación de Quebec tienen como misión de destruir completamente, mediante un sabotaje sistemático:

1. "Todos los símbolos e instituciones coloniales (federales), en particular la RCMP y las fuerzas armadas.
2. “Todos los medios informativos de la lengua colonial (inglés) que nos tienen en desprecio.
3. "Todas las empresas y establecimientos comerciales que practiquen la discriminación contra el pueblo de Quebec, que no utilicen el francés como idioma principal, que tengan carteles en el idioma colonial (inglés).
4. "Todas las fábricas que discriminan a los trabajadores francófonos"[14][15]

### Ataques posteriores
No fue hasta el 1 de abril de 1963, cuando una pequeña explosión causó daños menores a un tramo de vía férrea entre Montreal y la ciudad de Quebec en la ciudad de Lemieux. Pareció pasar desapercibido mientras el tráfico continuaba en la vía férrea. Un ingeniero finalmente llamó por un "punto difícil" que necesitaba reparación y un equipo de mantenimiento fue enviado de inmediato a reparar a tiempo para que el primer ministro Diefenbaker viajara poco después. El mismo día se detona una bomba en el sistema de ventilación del Departamento de Ingresos Nacionales. El mismo día una bomba detono en el sistema de ventilación del Departamento de Ingresos Nacionales. También la frase Québec libre y las letras "FLQ" fueron escritas en la residencia oficial del vicegobernador de Quebec, Paul Comtois.
No fue hasta el 12 de abril del mismo año, la policía realizó cerca de 50 oficiales de policía condujeron redadas antes del amanecer en las casas de quince supuestos miembros del FLQ. Poco antes de la 1:00 a. m. del 20 de abril, una persona que afirmaba ser miembro del FLQ llamó a la prensa canadiense y anunció que "la operación Jean Lesage ha comenzado". Poco después, un cartucho de dinamita explotó frente a la sede de la RCMP, dejando únicamente daños materiales.
Aproximadamente a las 11:45 p. m., una bomba detonó en el Centro de Reclutamiento del Ejército Canadiense en Montreal, matando instantáneamente a un hombre de 65 años de nombre William Vincent O'Neill. Vincent O'Neill es considerado la primera víctima del terrorismo moderno en Canadá.
El 17 de mayo a las primeras horas de 11 buzones de correo en Westmount fueron plantados con bombas de tiempo. Cinco explotaron a las 3am. Nueve de las diez bombas restantes fueron desmanteladas con éxito. Una bomba, colocada por Jean-Denis Lamoureux, hirió gravemente a un experto en desactivación de bombas militar canadiense, Walter Leja. Tres días después un automóvil quedó completamente destruido y otros tres gravemente dañados cuando un coche bomba detonó fuera del edificio del Cuerpo Real de Ingenieros Eléctricos y Mecánicos de Canadá (RCEME) en lo que fue la mayor explosión a manos del FLQ. Nadie salió herido. Horas después se reciben múltiples amenazas de bomba inofensivas en toda la provincia de Quebec. Solo una amenaza resultó en el hallazgo de cartuchos de dinamita. En respuesta a estos ataques, el 1 de junio de 1963, ocho miembros del FLQ fueron arrestados en una redada sorpresa. En 1963, Gabriel Hudon y Raymond Villeneuve fueron condenados a 12 años de prisión después de que su bomba matara a William V. O'Neill, un horno en el Centro de Reclutamiento del Ejército Canadiense de Montreal. Sus objetivos también incluían empresas de propiedad inglesa, bancos, McGill University, Loyola College y Black Watch Armory.

## Segunda ola
Un grupo de seis individuos, dos de los cuales eran hermanos de miembros del FLQ arrestados en 1963 (Robert Hudon y Jean Gagnon), comenzaron una serie de crímenes en Quebec durante un período comprendido entre el 26 de septiembre de 1963 y el 9 de abril de 1964. Se autodenominaban "Ejército de Liberación de Quebec" (L'Armée de Libération du Québec), expropiando aproximadamente CA $100,000 (CA $ 837,332.52 cuando se ajusta a la inflación a junio de 2020) en bienes y dinero. La mayoría de estas personas también fueron liberadas en 1967.

## Tercera ola
Un grupo más grande de revolucionarios se hizo conocido como el "Ejército Revolucionario de Quebec" (L'Armée Révolutionnaire du Québec). Este grupo intentó concentrarse en la captación, particularmente en San Bonifacio. Un robo con arma de fuego fallido el 29 de agosto de 1964 resultó en dos muertes. Cyr Delisle, Gilles Brunet, Marcel Tardif, François Schirm (un veterano de la Legión Extranjera francesa) y Edmond Guenette, los cinco miembros arrestados en relación con la muerte de Leslie MacWilliams y Alfred Pinisch, trabajadores de la tienda, fueron condenados a Vida en prisión. También fueron arrestados otros miembros del FLQ.

## Cuarta ola
Charles Gagnon y Pierre Vallières combinaron su "Movimiento de Liberación Popular" con el FLQ en julio de 1965. Esto también combinó varios otros grupos a favor de la soberanía. Esto puede haber llevado a una actitud FLQ más socialista. Este nuevo grupo robó una oficina del Nuevo Partido Democrático y una estación de radio en busca de suministros, muchos de los cuales se usaron para escribir La Cognee, el periódico revolucionario publicado por el FLQ durante la muchos años de actividad. Se traduce como "El Golpe (Golpe)". La cuarta ola vio el uso creciente de explosivos, cuyos estilos de producción a veces se detallan en La Cognee. Un miembro del FLQ de 15 años, Jean Corbo, fue asesinado por su propio explosivo, y una oficinista de 64 años murió durante el atentado con bomba del FLQ en la fábrica de calzado Lagrenade.
En agosto de 1966, la Real Policía Montada de Canadá (RCMP) había arrestado a muchos miembros de FLQ. Gagnon y Vallières habían huido a los Estados Unidos, donde protestaron frente a las Naciones Unidas y luego fueron arrestados. Fue durante su encarcelamiento que Vallières escribió su libro White Niggers of America. En septiembre de 1967, la pareja fue extraditada a Canadá.
En 1968, después de varios disturbios en Quebec y en Europa, se formó un nuevo grupo de FLQ. En un año, este grupo de Felquistes había hecho explotar 52 bombas. En lugar de La Cognee, escribieron La Victoire o Victoria. Los diversos miembros del grupo fueron arrestados el 2 de mayo de 1969.

## Ataques
El 13 de febrero de 1969 el FLQ detonó una poderosa bomba que atravesó la Bolsa de Valores de Montreal causando una destrucción masiva e hiriendo gravemente a 27 personas. Después de otra serie de atentados, el 28 de septiembre de 1969, bombardearon la casa del alcalde de Montreal, Jean Drapeau. Después del atentado, la policía concluyó que la bomba estaba colocada en el inodoro para que los inspectores no pudieran encontrarla.
El año 1969 también vio muchos disturbios, incluido uno contra la Universidad McGill. La RCMP había interceptado inteligencia relacionada con los disturbios planeados y evitado daños excesivos. Este motín fallido llevó a Mario Bachand a abandonar Canadá y a la formación de otro grupo de FLQ, que se convertiría en responsable de la Crisis de Octubre. Este grupo, formado por Paul Rose, Jacques Rose, Francis Simard y Nigel Hamer se hizo conocido como la "Pandilla de la Costa Sur" (South Shore Gang en su idioma original). El 5 de mayo de 1969, los miembros de FLQ Jean-Pierre Charette y Alain Alard, que anteriormente habían huido de Canadá a los EE. UU., secuestraron un National Airlines Boeing 727 en Nueva York y lo desviaron a Cuba.
Durante la huelga policial de 1969, el "Frente de Liberación del Taxi", una creación del "Frente de Liberación Popular", que a su vez era creación de Jacques Lanctôt y Marc Carbonneau, mató a un policía. Michael McLoughlin, autor de Last Stop, Paris: The Assassination of Mario Bachand and the Death of the FLQ, atribuye a Jacques Lanctôt la redacción del Manifiesto FLQ durante el preludio de la Crisis de Octubre. South Shore Gang compró una casa, a la que llamaron "The Little Free Quebec" (o el pequeño Quebec libre), y rápidamente se convirtió en una guarida del FLQ. Jacques Lanctôt fue acusado en relación con un intento fallido de secuestro de FLQ de un diplomático israelí, y en 1970, mientras era miembro de FLQ, probablemente se refugió en "The Little Free Quebec". Estos nuevos miembros de FLQ compraron otras dos casas, prepararon sus planes y almacenaron suficiente equipo para sus próximas acciones.

## La Crisis de Octubre
El 5 de octubre de 1970, la Célula de Liberación del FLQ, se cuestro a James Richard Cross, el Comisionado de Comercio británico, cuando salía de su casa para ir a trabajar. Poco después, el 10 de octubre, la Célula Chénier secuestró al Ministro de Trabajo y vice primer ministro de Quebec, Pierre Laporte. Laporte venía de una reunión con otros donde habían discutido las demandas del FLQ.
En los días siguientes, los líderes de FLQ realizaron reuniones para aumentar el apoyo público a la causa. En consecuencia, una huelga general que involucró a estudiantes, maestros y profesores resultó en el cierre de la mayoría de las instituciones académicas secundarias y postsecundarias de habla francesa. El 15 de octubre de 1970, más de 3000 estudiantes asistieron a una manifestación de protesta a favor de la FLQ. Las manifestaciones de apoyo público influyeron en las acciones gubernamentales posteriores.
Después de haber retenido a Laporte durante una semana, FLQ mató a Laporte. El 17 de octubre, personas que llamaron a una estación de radio anunciaron que Laporte había sido asesinado y divulgaron la ubicación de un mapa que condujo al descubrimiento de su cuerpo.
El FLQ publicó una lista de demandas para la liberación de Cross:
1. La liberación de 23 "presos políticos" (incluidos: Cyriaque Delisle, Edmond Guenette y François Schirm, Serge Demers, Marcel Faulkner, Gérard Laquerre, Robert Lévesque, Réal Mathieu y Claude Simard; Pierre-Paul Geoffroy, Michel Loriot, Pierre Demers, Gabriel Hudon, Robert Hudon, Marc-André Gagné, François Lanctôt, Claude Morency y André Roy; Pierre Boucher y André Ouellette)
2.Los miembros del FLQ André Lessard, Pierre Marcil y Réjean Tremblay, que estaban en libertad bajo fianza en el momento de los secuestros, deberían poder salir de Quebec si quisieran.
3.Todos los familiares de los "prisioneros políticos" y los que están en libertad bajo fianza deberían poder reunirse con ellos fuera de Quebec.
4.$ 500,000 en oro
5. La difusión y publicación del Manifiesto FLQ.
6.La publicación del nombre de un informante policial
7.Un helicóptero para llevar a los secuestradores a Cuba o Argelia y mientras lo hacían iban acompañados de sus abogados
8.La recontratación de unos 450 trabajadores postales de Lapalme que habían sido despedidos por su apoyo a la FLQ
9.El cese de todas las actividades de búsqueda policial.
El FLQ también estipuló cómo se llevarían a cabo las demandas anteriores:
1. Los prisioneros debían ser llevados al aeropuerto de Montreal y se les entregaría una copia del Manifiesto FLQ. Se les permitiría comunicarse entre sí y familiarizarse con el Manifiesto.3
2. No debían ser tratados de manera dura o brutal.
3. Deben poder comunicarse con sus abogados para discutir el mejor curso de acción, ya sea que abandonen Quebec o no. Además, estos abogados deben recibir pasaje de regreso a Quebec.

4.Como parte de su Manifiesto, la FLQ afirmó: "En el próximo año, Bourassa (primer ministro de Quebec, Robert Bourassa) tendrá que enfrentarse a la realidad: 100.000 trabajadores revolucionarios, armados y organizados".
El primer ministro de anada Pierre Elliot Trudeau, en su declaración a la prensa durante la crisis de octubre, admitió que el radicalismo que ocurría en Quebec en ese momento había surgido del malestar social debido a una legislación imperfecta. "El gobierno se ha comprometido a introducir una legislación que aborde no solo los síntomas sino también las causas sociales que a menudo subyacen o sirven como excusa para la delincuencia y el desorden". (Pierre Trudeau, entrevista de CBC). Sin embargo, a pesar de esta admisión, Trudeau declaró en su declaración a la prensa que para tratar con los radicales rebeldes o "revolucionarios", el gobierno federal invocaría la Ley de Medidas de Guerra, la única vez que la país usó estos poderes durante tiempos de paz. Invocar la "Ley de medidas de guerra" fue un movimiento políticamente arriesgado para Trudeau porque la ley anuló los derechos y privilegios fundamentales enumerados en el derecho consuetudinario y en la Carta de derechos de Canadá; por lo tanto, existía una gran posibilidad de que Trudeau hubiera perdido el apoyo popular entre los votantes de Quebec. Sin embargo, esto no ocurrió.
En una entrevista improvisada con Tim Ralfe y Peter Reilly en los escalones del Parlamento, Pierre Trudeau, respondiendo a una pregunta sobre qué tan extrema sería su implementación de la "Ley de Medidas de Guerra", Trudeau respondió: "Bueno, solo mireme". Esta frase se convirtió en una de las más icónicas de Trudeau.
A principios de diciembre de 1970, la policía descubrió la ubicación de los secuestradores que retenían a James Cross. Se negoció su liberación y el 3 de diciembre de 1970, el gobierno de Canadá concedió a cinco de los miembros del FLQ su solicitud de paso seguro a Cuba después de la aprobación de Fidel Castro. Como resultado de la invocación de la "Ley de Medidas de Guerra", se suspendieron las libertades civiles. Para el 29 de diciembre de 1970, la policía había arrestado a 453 personas con presuntos vínculos con el FLQ. Algunos detenidos fueron puestos en libertad a las pocas horas, mientras que otros estuvieron recluidos hasta 21 días. Inicialmente, a varias personas detenidas se les negó el acceso a asistencia letrada. De las 453 personas arrestadas, 435 finalmente fueron liberadas sin cargos.
El 13 de diciembre de 1970, Pierre Vallières anunció en Le Journal que había puesto fin a su asociación con la FLQ. Asimismo, Vallières renunció al uso del terrorismo como medio de reforma política y en su lugar abogó por el uso de la acción política estándar. A fines de diciembre, cuatro semanas después de que se encontraran a los secuestradores de James Cross, Paul Rose y los secuestradores y asesinos de Pierre Laporte fueron encontrados escondidos en una granja de campo. Fueron juzgados y condenados por secuestro y asesinato.
Los acontecimientos de octubre de 1970 contribuyeron a la pérdida de apoyo a los medios violentos para lograr la independencia de Quebec y aumentaron el apoyo a un partido político, el Parti Québécois, que tomó el poder en 1976. En julio de 1980, la policía arrestó y acusó a una sexta persona en relación con el secuestro de Cross. Nigel Barry Hamer, un britaníco, socialista radical y simpatizante de FLQ, se declaró culpable y fue sentenciado a 12 meses de cárcel.